# Steve Staios
Steve Staios (* 28. Juli 1973 in Hamilton, Ontario) ist ein ehemaliger kanadischer Eishockeyspieler und derzeitiger -funktionär mazedonischer Abstammung. Während seiner aktiven Laufbahn absolvierte er 1034 Spiele in der National Hockey League für die Boston Bruins, Vancouver Canucks, Atlanta Thrashers, Edmonton Oilers, Calgary Flames und New York Islanders auf der Position des Verteidigers. Mit der kanadischen Nationalmannschaft gewann er zwei Goldmedaillen bei Weltmeisterschaften. Seit November 2023 ist er als General Manager der Ottawa Senators in der NHL tätig. Sein Sohn Nathan ist ebenfalls professioneller Eishockeyspieler.

## Karriere
Staios wurde im NHL Entry Draft 1991 in der zweiten Runde von den St. Louis Blues ausgewählt als insgesamt 27. Spieler. In den folgenden Jahren hatte Staios eine relativ erfolgreiche Karriere in der Ontario Hockey League, wo er für die Niagara Falls Thunder und die Sudbury Wolves spielte. Anschließend zog es Staios 1993 in die International Hockey League, so wie ab 1995 in die American Hockey League. Im Jahr 1995 gab Steve Staios schließlich sein NHL-Debüt für die Boston Bruins. Nach drei Jahren bei den Vancouver Canucks wurde Staios von den neugegründeten Atlanta Thrashers im NHL Expansion Draft 1999 gewählt, was zur Folge hatte, dass er meist als rechter Flügelstürmer spielte. Bei seinem neuen Team wurde er zum Kapitän ernannt. Nach zwei Jahren in Atlanta schloss sich der Kanadier den Edmonton Oilers an. Als die NHL-Saison 2004/05 einem Streik zum Opfer fiel, wechselte Staios vorübergehend zum schwedischen Erstligisten Luleå HF.
Staios war Teil des Kaders der Oilers, als man 2006 das Stanley-Cup-Finale gegen die Carolina Hurricanes im siebten Spiel verlor. Mit einem Tor und fünf Assists war Staios in den Playoffs am Erfolg seiner Mannschaft beteiligt. Am 3. März 2010 transferierten ihn die Oilers im Austausch für Aaron Johnson und einem Drittrunden-Wahlrecht im NHL Entry Draft 2011 zu den Calgary Flames. Nach Ablauf seines Kontrakts zum Saisonende 2010/11 war der Verteidiger zunächst vereinslos, ehe er im September 2011 ins Trainingslager der New York Islanders eingeladen wurde, bei denen Staios kurze Zeit später einen Vertrag für die Spielzeit 2011/12 erhielt. Im Juli 2012 erklärte er seine aktive Laufbahn für beendet und wurde anschließend bei den Toronto Maple Leafs in der Funktion als Player Development Advisor vorgestellt. Dort stieg er bereits im Folgejahr zum Manager of Player Development auf, bevor er für die Leafs in der Saison 2014/15 auch als Assistenztrainer tätig war. 2015 wechselte er zu den Hamilton Bulldogs in die Ontario Hockey League, für die er zwei Jahre als Präsident fungierte sowie seit 2016 als General Manager tätig ist.
In Hamilton war er bis zur Saison 2021/22 tätig, als ihm die Rückkehr in die NHL gelang, indem er als Berater bei den Edmonton Oilers angestellt wurde. Nach einem Jahr dort wiederum ernannten ihn die Ottawa Senators im September 2023 zum neuen „President of Hockey Operations“. In dieser Funktion übernahm er bereits im November 2023 interimsweise auch die Position des General Managers, nachdem Pierre Dorion entlassen wurde. Bereits im Dezember installierten ihn die Senators dann fest in der Funktion des „GM“.

### International
Für die kanadische Nationalmannschaft nahm Staios an den Weltmeisterschaften 2002, 2003, 2004 und 2008 teil. Bei den Turnieren 2003 und 2004 gewann er mit dem Team Canada die Goldmedaille.

## Erfolge und Auszeichnungen
- 2003 Goldmedaille bei der Weltmeisterschaft
- 2004 Goldmedaille bei der Weltmeisterschaft
- 2008 Silbermedaille bei der Weltmeisterschaft

## Karrierestatistik

### International
Vertrat Kanada bei:
- Weltmeisterschaft 2002
- Weltmeisterschaft 2003
- Weltmeisterschaft 2004
- Weltmeisterschaft 2008

(Legende zur Spielerstatistik: Sp oder GP = absolvierte Spiele; T oder G = erzielte Tore; V oder A = erzielte Assists; Pkt oder Pts = erzielte Scorerpunkte; SM oder PIM = erhaltene Strafminuten; +/− = Plus/Minus-Bilanz; PP = erzielte Überzahltore; SH = erzielte Unterzahltore; GW = erzielte Siegtore; 1 Play-downs/Relegation; Kursiv: Statistik nicht vollständig)